# Santa Fe, New Mexico
Santa Fe là thành phố thủ phủ tiểu bang New Mexico, Hoa Kỳ. Dân số năm 2009 ước tính khoảng 73.720 người.. Đây là thành phố lớn thứ tư của bang này.